# Cymindis gottelandi
Cymindis gottelandi is een keversoort uit de familie van de loopkevers (Carabidae). De wetenschappelijke naam van de soort is voor het eerst geldig gepubliceerd in 1939 door Paulian & Villiars.